# آوغسته ديتر
آوغسته ديتر (بالألمانية: Auguste Deter) (مايو 1850 - أبريل 1906)، ولدت في مدينة كاسل في ألمانيا، وكانت أول إنسان شُخص بمرض آلزهايمر.

## عن حياتها
تزوجت من كارل ديتر في 1880 ولها منه ابنة واحدة فقط، عاشت آوغسته حياة طبيعية حتى أواخر 1890، ومع ذلك بدأت تظهر عليها لاحقاً أعراض الخرف، مثل: فقدان الذاكرة، والأوهام، ومشاكل في النوم، والصراخ لساعات متأخرة من الليل.
كان زوجها كارل عامل في السكك الحديدية، مما اضطره إلى إدخالها مصحة عقلية في فرانكفورت للمصابين بالأمراض العقلية والصرع ليتمكن من مواصلة عمله، في 25 نوفمبر 1901، وقام بفحصها الدكتور ألويس ألزهايمر، وعرض عليها عدة أسئلة وكرر نفس الأسئلة في وقت لاحق للتأكد ان كانت تتذكر إجاباتها في المرة الأولى. كما طلب منها أن تكتب اسمها، فحاولت كتابته ولكنها لم تستطع وظلت تكرر عبارة «أنا ضائعة».
بعد ذلك قام بوضعها في غرفة عزل لفترة من الوقت، وعندما عاد إليها لإخراجها ركضت هاربةً وقامت بالصراخ قائلةً:«أنا لم اجرح نفسي ولن أجرح نفسي»
قامت كلماتها هذه بإرشادهم في المصحة إلى عمل هام وهو الحالة التي تتعرض لها وتمت تسميتها «قصص الزهايمر»
بعد عدة اعوام فقدت عقلها تماماً وتوفيت في 8 أبريل 1906.

## اكتشاف المرض

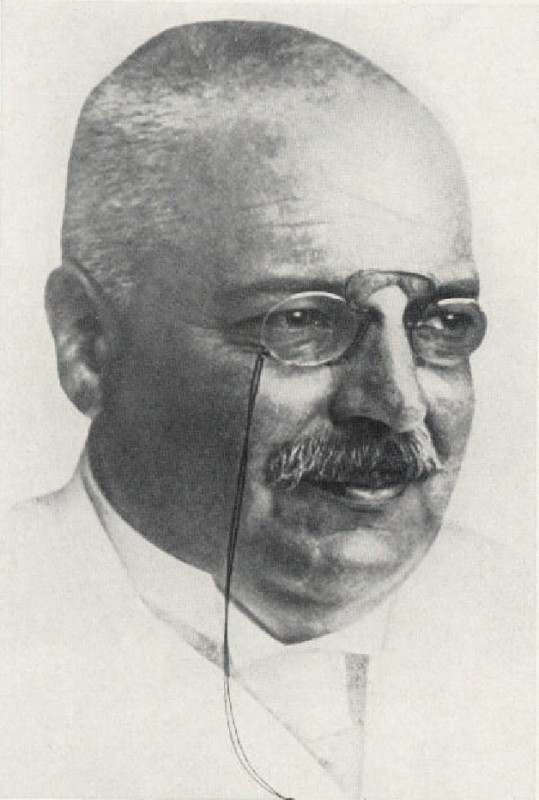
ألويس ألزهايمر

والحوار أدناه هو الذي تم بين آوغسته ديتر والدكتور ألويس ألزهايمر كما هو موثق في السجلات الطبية ومترجم عن اللغة الألمانية:
«ما هو اسمك؟»
«آوغسته»
«أسم عائلتك؟»
«آوغسته»
«ما هو اسم زوجك؟» ترددت كثيراً قبل ان تجيب أخيراً لتقول:
«أعتقد انه.......آوغسته»
«زوجك»
«أوه...حسناً»
«كم هو عمرك؟»
"51"
«أين تسكنين؟»
«اه...لقد قمت بزيارتنا»
«هل أنت متزوجة؟»
«اه.. انا اشعر بأنني حائرة»
«أين أنتِ هنا؟»
«هنا وفي كل مكان، هنا والآن، يجب الا تفكر بي بطريقة سيئة»
«أين أنتِ هنا؟»
«نحن لا نزال هنا نسكن»
«أين هو سريرك؟»
«أين يجب أن يكون؟»
وبعد أن تناولت السيدة آوغسته وجبة الغداء والتي كانت لحم خنزير مع القرنبيط
«ماذا أكلت؟»
«سبانخ» مع أنها كانت تمضغ لحم خنزير
«ماذا تناولت الآن على طعام الغداء؟»
«تناولت أولاً بطاطا وفجل»
«أكتبي رقم خمسة»
كتبت: «سيدة»
«أكتبي رقم ثمانية»
كتبت: «آوغسته» وبينما كانت تكتب كانت تردد «أظن أنني فقدت نفسي»
وبذلك استنتج الدكتور ألويس ألزهايمر انها لا تشعر بالزمان والمكان، وانها بالكاد تستطيع تذكر أي تفاصيل تخص حياتها، وتقوم باعطاء اجابات لا علاقة لها بالأسئلة. كما أن مزاجها يتبدل بسرعة من قلق وخوف وعدم ثقة. ولم يسمحوا لها بالتجول في المصحة خوفاً من ان يقوم أحد النزلاء بأذيتها، لم تكن هذه المرة الأولى التي يحطم فيها مرض الزهايمر نفسية المريض، ولكنها كانت تحدث عند المرضى الذين تجاوزت اعمارهم السبعينات.
كان الفضول باكتشاف المرض لان المريضة كانت صغيرة في الخمسينات فقط، وتابع في الاسابيع اللاحقة استجوابها وتسجيل اجاباتها، وكان تردد معظم الوقت «أه أيها الرب، أعتقد أنني فقدت نفسي»، ويبدو انها كانت تعي انها تعاني من ذلك العجز، وقام الدكتور ألويس ألزهايمر بإطلاق اسم «مرض النسيان» على هذا المرض.
في 1902 غادر الدكتور ألويس ألزهايمر تلك المصحة، لكنه بقي على اتصال بشكل دوري للاطمئنان على صحتها، وفي 1906 تلقى مكالمة هاتفية تخبره أن آوغسته ديتر توفيت. فطلب منهم إرسال كل ما يتعلق بسجلاتها الطبية ومخططات الدماغ الخاصة بها في سنوات حياتها الأخيرة، ولاحظ أن حالتها الصحية تدهورت بشكل كبير، وكانت وفاتها نتيجة لتعفن الدم الناجم عن تقشر الجلد المصاب. وفي دراسة لمخططات دماغها، وجد أن لويحات التشابك الليفي العصبي كانت تعاني من الخرف.